# Iglesia de Sant Pere (Osséja)

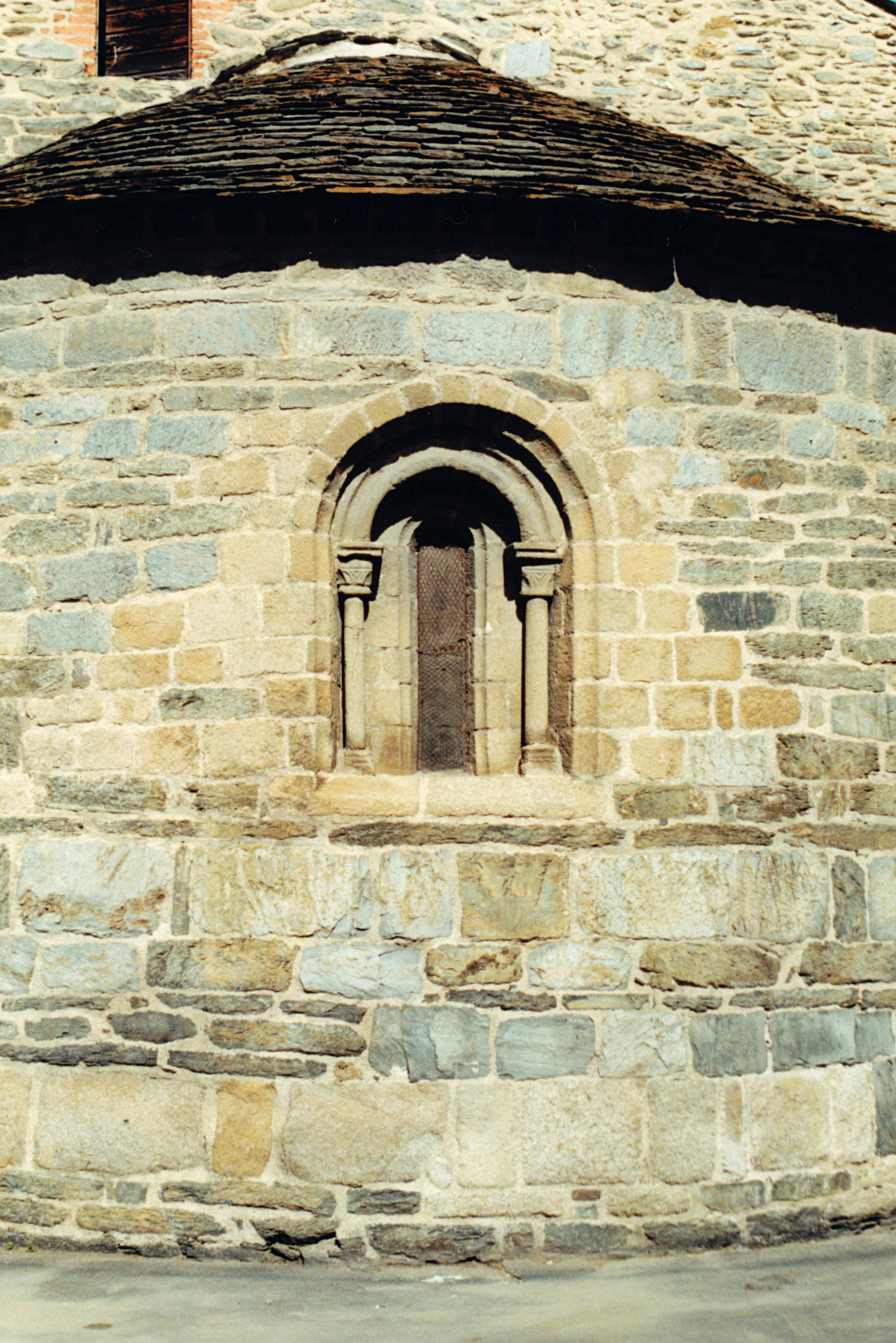
Ábside de Sant Pere de Osséja.

La iglesia de Sant Pere de Osseja se encuentra en la población de Osséja en la comarca de la Alta Cerdaña, perteneciente a Francia.

## Historia
La parroquia está documentada en el acta de consagración de la Seo de Urgel de finales del siglo X. El obispo de Urgel, Guisard, el año 947 hacia donación de la parroquia al monasterio de Sant Pere de Rodes. Pasando a depender del monasterio de Santa María de Lillet, desde finales del siglo XII hasta fin del XIX. En el documento de su consagración por el obispo Pere de Puigvert, el 2 de noviembre de 1219, se hace donación perpetua a la iglesia de la Pobla de Lillet.

## Edificio
De la edificación románica sólo queda el ábside realizado con sillería granítica y piedra calcárea, sobre las primeras hileras de la base hay una con unos grandes bloques graníticos alternándose con otras hileras más finas hasta llegar al nivel de la ventana centrada en el medio del tambor con presenta dos arquivoltas, una sostenida con columnillas de capitel ornamentado muy esquemáticamente. El resto del edificio fue construido en el año 1894 sobre el anterior románico.